# 조삼래
조삼래(趙三來, 1952년 1월 15일~)는 대한민국의 생물학자이다. 공주사범대학 생물과를 졸업하고, 고려대학교 교육대학원, 경희대학교 대학원을 거쳐 강경여자고등학교 교사, 공주대학교 생명과학과 교수, 공주대학교 자연과학대학장 및 한국조류학회 회장, 문화재 위원, 환경부 중앙홍보위원, 환경영향평가위원 등운 역임했다.
한국자연환경보존협회 회장, 천연기념물 조류 인공 복원 연구소장, 동물사육연구소장을 맡고 있으며, 국립공주대학교의 명예교수이다.

## 저서
- 《수리산 생태도감(동물편)》
- 《하늘의 제왕 맹금과 매사냥》

## 수상 내역
- 2011년: 국무총리 표창
- 2017년: 황조근정훈장